# Międzynarodowa Federacja Stowarzyszeń Weksylologicznych
Międzynarodowa Federacja Stowarzyszeń Weksylologicznych, fr.: Fédération internationale des associations vexillologiques) – międzynarodowa federacja skupiająca 52 (stan na koniec 2007 roku) regionalne, krajowe i międzynarodowe organizacje z całego świata, zajmujące się weksylologią. Statutowym celem FIAV jest „tworzenie i upowszechnianie wiedzy o wszelkich typach flag, ich formach i funkcjach, oraz definiowanie w oparciu o badania naukowe reguł obowiązujących przy tworzeniu flag”.
Utworzenie Federacji zadeklarowano wstępnie na II Międzynarodowym Kongresie Weksylologicznym, który miał miejsce 3 września 1967 w szwajcarskim mieście Rüschlikon, a oficjalnie założono ją na następnym, III Kongresie w Bostonie (Stany Zjednoczone).

## Zarząd
Federacją kieruje trzyosobowy zarząd złożony z prezydenta, sekretarza generalnego i sekretarza generalnego do spraw Kongresu. Zarząd kieruje bieżącymi pracami FIAV i przewodniczy odbywającemu się co dwa lata na kolejnych Kongresach Weksylologicznych Zgromadzeniu Generalnemu, złożonemu z przedstawicieli wszystkich organizacji członkowskich. Zgromadzenie Generalne dokonuje wyboru zarządu i ustala zasady pracy Federacji.

### Obecny zarząd[1]
- Michel R. Lupant (prezydent)
- Charles A. Spain (sekretarz generealny)
- Graham M.P. Bartram (sekretarz generalny do spraw Kongresu)

## Członkowie

### Obecni
Alfabetyczna lista aktywnych członków FIAV (01.02.2018)
| Nazwa instytucji | Akronim | Data dołączenia   | Reprezentowany obszar                                                                              |
| --- | ------- | ----------------- | -------------------------------------------------------------------------------------------------- |
| Asociación Argentina de Vexilología | AAV     | 23 sierpnia 1993  | Argentyna                                                                                          |
| Associació Catalana de Vexil·lología | ACV     | 28 maja 1985      | Katalonia (Hiszpania)                                                                              |
| Bandiere Storiche | BS      | 6 sierpnia 2013   | Włochy                                                                                             |
| Българско хералдическо и вексилоложко общество Byłgarsko Cherałdiczesko i Weksilolożko Obsztestwo                                        | BHVS    | 6 sierpnia 2013   | Bułgaria                                                                                           |
| The Burgee Data Archives | BDA     | 14 sierpnia 1997  | Kanada                                                                                             |
| The Canadian Flag Association | CFA     | 23 sierpnia 1993  | Kanada                                                                                             |
| Centre Belgo-Européen d’Études des Drapeaux                                                                                              | CEBED   | 23 sierpnia 1993  | Belgia                                                                                             |
| Centro Italiano Studi Vessillologici | CISV    | 14 września 1973  | Włochy                                                                                             |
| Centrum Flagi Ziemi | CFZ     | 3 lipca 1995      | Polska                                                                                             |
| Česká vexilologická společnost o. s. | CVS     | 23 sierpnia 1993  | Czechy                                                                                             |
| Chesapeake Bay Flag Association | CBFA    | 3 lipca 1995      | Delaware, Dystrykt Kolumbii, Maryland, New Jersey, Pensylwania, Wirginia, Wirginia Zachodnia (USA) |
| Cumann Geinealais na hÉireann Teoranta, Brateolaíocht Éireann branch Genealogical Society of Ireland Limited, Vexillology Ireland branch | GSI     | 28 maja 1985      | Irlandia, Irlandia Północna (UK)                                                                   |
| Deutsche Gesellschaft für Flaggenkunde e.V.                                                                                              | DGF     | 12 sierpnia 1997  | Niemcy                                                                                             |
| Flag Heritage Foundation | FHF     | 28 lipca 2003     | USA                                                                                                |
| The Flag Institute | FI      | 24 czerwca 1971   | Wielka Brytania                                                                                    |
| The Flag Research Center | FRC     | 7 września 1969   | USA                                                                                                |
| Flag Society of Australia Inc. | FSA     | 28 maja 1985      | Australia                                                                                          |
| Flags of the World | FOTW    | 23 lipca 2001     | Kanada                                                                                             |
| Fundación Centro Interdisciplinario de Estudios Culturales                                                                               | CIDEC   | 23 sierpnia 1993  | Argentyna                                                                                          |
| Great Waters Association of Vexillology                                                                                                  | GWAV    | 29 lipca 1999     | Illinois, Indiana, Kentucky, Michigan, Ohio (USA)                                                  |
| Heraldica Slovenica | HS      | 23 sierpnia 1993  | Słowenia                                                                                           |
| Heraldischer Verein “Zum Kleeblatt” von 1888 zu Hannover e.V.                                                                            | HVK     | 23 sierpnia 1993  | Niemcy                                                                                             |
| Hrvatsko grboslovno i zastavoslovno društvo                                                                                              | HGZD    | 7 sierpnia 2007   | Chorwacja                                                                                          |
| Indian Vexillological Association | IVA     | 7 sierpnia 2007   | Indie                                                                                              |
| Instytut Heraldyczno-Weksylologiczny | IHW     | 23 lipca 2001     | Polska                                                                                             |
| Kevarzhe Vannielouriezh Vreizh | KVV     | 12 sierpnia 1997  | Bretania (Francja)                                                                                 |
| Magyarországi Zászlo Társaság | MZT     | 5 lipca 1995      | Węgry                                                                                              |
| Македонско Хералдичко Здружение Makedonsko Herałdiczko Zdrużenie                                                                         | MHZ     | 2 sierpnia 2011   | Macedonia                                                                                          |
| Nederlandse Vereniging voor Vlaggenkunde                                                                                                 | NVvV    | September 7, 1969 | Holandia                                                                                           |
| New England Vexillological Association                                                                                                   | NEVA    | July 29, 1999     | Connecticut, Maine, Massachusetts, New Hampshire, Rhode Island, Vermont (USA)                      |
| New Zealand Flag Association | NZFA    | July 3, 1995      | Nowa Zelandia                                                                                      |
| Nihon Kishōgaku Kyōkai 日本旗章学協会 | JAVA    | July 23, 2001     | Japonia                                                                                            |
| Nordisk Flagselskab Pohjoismaiden Lippuseura Norræna Fánafélagið Nordisk Flaggselskap Nordiska Flaggsällskapet                           | NF      | 14 września 1973  | Dania Finlandia Islandia Norwegia Szwecja                                                          |
| North American Vexillological Association Association nord-américaine de vexillologie                                                    | NAVA    | 7 września 1969   | Kanada, USA                                                                                        |
| Partioheraldikot r.y. | PH      | 28 maja 1985      | Finlandia                                                                                          |
| Polskie Towarzystwo Weksylologiczne | PTW     | 3 lipca 1995      | Polska                                                                                             |
| The Portland Flag Association | PFA     | 6 sierpnia 2013   | Portland (Oregon,USA)                                                                              |
| Российский Центр флаговедения и геральдики Rossijskij Cientr Fłagowiedienija i Gieraldiki                                                | RCVH    | 28 lipca 2003     | Rosja                                                                                              |
| Schweizerische Gesellschaft für Fahnen- und Flaggenkunde Société Suisse de Vexillologie Società Svizzera di Vessillologia                | SSV     | 7 września 1969   | Szwajcaria                                                                                         |
| Sociedad Española de Vexilología | SEV     | 29 czerwca 1979   | Hiszpania                                                                                          |
| Societas Vexillologica Belgica | SVB     | 29 czerwca 1979   | Belgia                                                                                             |
| Societatea de Genealogie, Heraldică şi Arhivistică “Paul Gore”                                                                           | SGHAPG  | 23 lipca 2001     | Mołdawia                                                                                           |
| Société française de vexillologie | SFV     | 1 lipca 1991      | Francja                                                                                            |
| Southern African Vexillological Association                                                                                              | SAVA    | 2 lipca 1991      | Angola, Botswana, Lesotho, Madagaskar, Malawi, Mozambik, Namibia, RPA, Suazi, Zambia, Zimbabwe     |
| საქართველოს პარლამენტთან არსებული ჰერალდიკის სახელმწიფო საბჭო Sakartwelos Parlamenttan Arpebuli Heraltipis Sachelmcopo Sabczo            | SCHG    | 2 sierpnia 2011   | Gruzja                                                                                             |
| Stichting Vlaggenparade Rotterdam | SVPR    | 2 sierpnia 2011   | Holandia                                                                                           |
| Středisko vexilologických informací | SVI     | 28 lipca 2003     | Czechy                                                                                             |
| Українсьҝе Геральдичне Товариство Ukrajinśke Heraldyczne Towarystwo                                                                      | UHT     | 3 lipca 1995      | Ukraina                                                                                            |
| Vexillological Association of the State of Texas                                                                                         | VAST    | 23 lipca 2001     | Teksas (USA)                                                                                       |
| World Vexillological Research Institute                                                                                                  | WVRI    | 23 sierpnia 1993  | Czechy                                                                                             |

### Byli
Alfabetyczna lista byłych członków FIAV (01.02.2018)
| Nazwa instytucji                                              | Akronim | Data dołączenia  | Data wystąpienia             | Reprezentowany obszar | Uwagi |
| ------------------------------------------------------------- | ------- | ---------------- | ---------------------------- | --- | --- |
| Accademia di San Marciano, Sezione Vessillologica             | ASM     | 7 września 1969  | 13 sierpnia 1987 usunięcie   | Włochy | zaprzestano działalności w 1975 po utworzeniu CISV                                                                             |
| Asociación Venezolana de Simbología VENEZIMBOL                | AVS     | 1 sierpnia 2005  | 1 września 2015 rezygnacja   | Wenezuela | zaprzestano działalności po śmierci lidera w 2010                                                                              |
| Association française d’études internationale de vexillologie | AFEIV   | 7 września 1969  | 1987 rezygnacja              | Francja | zmiana nazwy z Association internationale d’études vexillologique (AIEV) w 1969; zaprzestano działalności na przełomie 1975/76 |
| Confederate States Vexillological Association                 | CSVA    | 23 lipca 2001    | 27 listopada 2008 rezygnacja | Alabama, Arizona, Floryda, Georgia, Kentucky, Luizjana, Maryland, Mississippi, Missouri, Nowy Meksyk, Karolina Północna, Oklahoma, Karolina Południowa, Tennessee, Teksas, Virginia, Virginia Zachodnia (USA) | zaprzestano działalności po śmierci lidera w 2007                                                                              |
| Cumann Vexilleolaioch na hÉireann                             | CVE     | 28 maja 1985     | 1992 rezygnacja              | Irlandia | ostatnia aktywność w 1991 |
| The Flag Design Center                                        | FDC     | 27 sierpnia 1981 | 7 sierpnia 2007 rezygnacja   | Polska | ostatnia aktywność w 2003; spuścizna przejęta przez IHW                                                                        |
| Flag Research Centre of Sri Lanka                             | FRCSL   | 8 września 1977  | bd                           | Sri Lanka | |
| Gesellschaft für Österreichische Heereskunde                  | GOH     | 17 kwietnia 1975 | 3 stycznia 1997 rezygnacja   | Austria | |
| The Heraldry and Vexilology Society of Malta                  | HAVSOM  | 12 sierpnia 1997 | 1 września 2015 rezygnacja   | Malta | ostatnia aktywność około 2004                                                                                                  |
| Heraldry Society, Flag Section                                | HSFS    | 7 września 1969  | 13 sierpnia 1987 rezygnacja  | Wielka Brytania | zaprzestano działalności w 1972 po utworzeniu FI                                                                               |
| Mauritius Buch Verlag GmbH                                    | MBV     | 12 sierpnia 1997 | 1 września 2015 rezygnacja   | Niemcy | ostatnia aktywność w 1997 |
| National Flag Foundation                                      | NFF     | 7 września 1969  | 1 września 2015 rezygnacja   | USA | do 1972 pod nazwą Flag Plaza Foundation (FPF); ostatnia aktywność w 2005                                                       |
| Office Généalogique et Héraldique de Belgique                 | OGHB    | 7 września 1969  | 1985 rezygnacja              | Belgia | ostatnia aktywność w 1985 |
| Societatea Română de Vexilologie                              | SRV     | 29 lipca 1999    | 1 września 2015 rezygnacja   | Rumunia | zaprzestano działalności po śmierci lidera 2006                                                                                |
| Stichting Vlaggenmuseum Nederland                             | SVN     | 14 lipca 2009    | 12 marca 2017 rezygnacja     | Holandia | zmiana nazwy z from Stichting Vlaggenmuseum Rotterdam (SVR) w 2007                                                             |
| Stichting voor Banistiek en Heraldiek                         | SBH     | 7 września 1969  | 1981 rezygnacja              | Holandia | |
| Tumbling Waters Museum of Flags                               | TWMF    | 17 kwietnia 1975 | 1 września 2015 rezygnacja   | USA | ostatnia aktywność w 2007 |
| United States Flag Foundation                                 | USFF    | 7 września 1969  | 28 kwietnia 2003 rezygnacja  | USA | |
| Västra Sveriges Heraldiska Sällskap                           | VSHS    | 31 maja 1985     | 1 września 2015 rezygnacja   | Szwecja | ostatnia aktywność w 2001 |
| Vlaggen Dokumentatie Centrum Nederland                        | VDCN    | 23 lipca 2001    | 1 sierpnia 2005 usunięcie    | Holandia | zaprzestano działalności po śmierci lidera w 2001                                                                              |
| Wappen-Herold, Deutsche Heraldische Gesellschaft e.V.         | WH      | 7 września 1969  | 3 lipca 1995 usunięcie       | Niemcy | zaprzestano działalności po śmierci lidera w 1992                                                                              |

## Międzynarodowy Kongres Weksylologiczny
Do 2017 roku miało miejsce 27 Kongresów.
| Kongres | Miejsce                         | Data                          | Organizator                                 |
| ------- | ------------------------------- | ----------------------------- | ------------------------------------------- |
| 1.      | Muiderberg (Holandia)           | 4-5 września 1965             | SBH                                         |
| 2.      | Rüschlikon, Zurych (Szwajcaria) | 1-3 września 1967             | SSV                                         |
| 3.      | Boston (USA)                    | 5-7 września 1969             | FRC, NAVA, USFF, Heraldry Society of Canada |
| 4.      | Turyn (Włochy)                  | 24-27 czerwca 1971            | ASM                                         |
| 5.      | Londyn (Anglia)                 | 13-18 września 1973           | FI                                          |
| 6.      | IJsselmeer (Holandia)           | 16-20 kwietnia 1975           | SBH                                         |
| 7.      | Waszyngton (USA)                | 10-14 czerwca 1977            | FRC, NAVA                                   |
| 8.      | Wiedeń (Austria)                | 26-29 czerwca 1979            | GOH                                         |
| 9.      | Ottawa (Kanada)                 | 24-28 sierpnia 1981           | FRC,NAVA, Heraldry Society of Canada        |
| 10.     | Oksford (Anglia)                | 25-30 września 1983           | HSFS                                        |
| 11.     | Madryt (Hiszpania)              | 26-31 maja 1985               | CEBED                                       |
| 12.     | San Francisco (USA)             | 12-16 sierpnia 1987           | FRC, NAVA                                   |
| 13.     | Melbourne (Australia)           | 24-29 września 1989           | FSA                                         |
| 14.     | Barcelona (Hiszpania)           | 30 czerwca – 5 lipca 1991     | ACV                                         |
| 15.     | Zurych (Szwajcaria)             | 23-27 sierpnia 1993           | SSV                                         |
| 16.     | Warszawa (Polska)               | 1-5 lipca 1995                | CFZ, FDC, PTW                               |
| 17.     | Kapsztad (RPA)                  | 10-16 sierpnia 1997           | SAVA                                        |
| 18.     | Victoria (Kanada)               | 28 lipca – 2 sierpnia 1999    | CFA, NAVA                                   |
| 19.     | York (Anglia)                   | 23-27 lipca 2001              | FI                                          |
| 20.     | Sztokholm (Szwecja)             | 28 lipca – 1 sierpnia 2003    | NF                                          |
| 21.     | Buenos Aires (Argentyna)        | 1-5 sierpnia 2005             | AAV, CIDEC                                  |
| 22.     | Berlin (Niemcy)                 | 5-10 sierpnia 2007            | DGF, Deutsches Historisches Museum          |
| 23.     | Jokohama (Japonia)              | 12-17 lipca 2009              | JAVA                                        |
| 24.     | Alexandria (USA)                | 1-5 sierpnia 2011             | NAVA, CBFA                                  |
| 25.     | Rotterdam (Holandia)            | 5-9 sierpnia 2013             | NVvV, SVN, SVPR                             |
| 26.     | Sydney (Australia)              | 31 sierpnia – 4 września 2015 | FSA                                         |
| 27.     | Londyn (Anglia)                 | 7-11 sierpnia 2017            | FI                                          |

## Publikacje
FIAV wydaje biuletyn Info–FIAV (ISSN 1560-9979), opisujący wewnętrzne sprawy Federacji, oraz The Flag Bulletin (ISSN 0015-3370), będący magazynem naukowym z dziedziny weksylologii.